# Manishtushu
Manishtushu af Akkad (?-2255 f.Kr.) var konge af Akkade-imperiet 2269-2255 f.Kr. i oldtidens Nærorient.
Han var søn af Sargon den Store og bror til Rimush af Akkad, som han efterfulgte i 2269 som konge af Akkade-imperiet.
Manishtushu foretog felttog til Anshan i Iran og selv påstod han, at han ført et felttog til et for os i dag uidentificeret land ved Golfen.
Han døde i 2255 f.Kr. og blev efterfulgt af sin karismatiske søn Naram-Sin.